# La furia (película de 1997)
La furia es una película argentina dramática-de acción del año 1997 dirigida por Juan Bautista Stagnaro y protagonizada por Diego Torres, Laura Novoa y Luis Brandoni, Mauricio Dayub, Rubén Stella, Pepe Novoa, Claudio Gallardou y Damián De Santo. También contó con las actuaciones especiales de Osvaldo Santoro, Claudio Rissi y Rodolfo Ranni. El argumento fue ideado por Carlos Luis Mentasti, y los guiones estuvieron a cargo del propio Stagnaro y su hermano Matías Stagnaro.
El filme fue grabado casi en un 80% en la Provincia de Misiones, contando con un alto despliegue cinematográfico, especialmente en la zona de la frontera frontera argentino-paraguaya, donde está ambientada la trama. La película refleja diferentes aspecots de la corrupción en el poder político y sospechas de contrabando-tráfico de drogas en dicho límite internacional. Esta producción contó con la participación de varios artistas de renombre dentro de la actividad actoral argentina.
Fue estrenada el 5 de junio de 1997, contando con total apoyo de la emisora Telefé y obteniendo uno de los más altos niveles de audiencia en cine de la década del 90. La furia tuvo como contrapartida el posterior estreno del policial Comodines, realizado por Pol-Ka Producciones en compañía de Canal Trece, el competidor directo de Telefé. Ambas producciones fueron las de mayor audiencia del año 97, incentivando una clara muestra de apoyo al cine argentino en el momento.

## Sinopsis
Una peligrosa red de narcotráfico que involucra a oficiales de la ley, jueces y altos funcionarios nacionales, secuestra a Marcos Lombardi, el hijo del destacado e incorruptible juez federal Raúl Lombardi, para presionar al último con el objetivo de que este "afloje" y deje de investigarlos. La situación para Marcos se complicará cada vez más con el correr de la trama, lo que llevará al juez Lombardi a tomar una drástica decisión, en una historia cuyos elementos principales son la corrupción política, los abusos de poder, las traiciones y la violencia carcelaria.

## Reparto
- Diego Torres como Marcos Lombardi
- Luis Brandoni como Juez Raúl Lombardi
- Laura Novoa como Paula
- Rubén Stella como "El Griego" (convicto)
- Pepe Novoa como Del Vecchio (convicto)
- Mauricio Dayub como Comisario Ferraro
- Damián de Santo como Sebastián Pujol
- Osvaldo Santoro como Cara de Goma (jefe carcelario)
- Rodolfo Ranni como Juez Cambiasso
- Horacio Peña como Diputado Abreu
- Claudio Rissi como Sargento de Gendarmería
- Ingrid Pelicori como Dra. Mabel Lavallén
- Vando Villamil como Padre Efraín
- Pablo Shilton como Dr. Erize
- Claudio Gallardou como Quiko
- Leandro Regúnaga como Chofer del camión
- Santiago Ríos como Lechón

## Banda sonora
La banda sonora fue compuesta por Leo Sujatovich.

## Producción
Los actores Rodolfo Ranni y Claudio Rissi, quienes formaron parte del rodaje de esta película, también participaron en la película Comodines, contra la cual competía directamente La furia en cuanto a niveles de audiencia. De esta forma se dio que ambos actores fueran partícipes en dos grandes éxitos simultáneos de la cinematografía argentina; en La furia, Ranni interpretaba al Juez Cambiasso, uno de los tantos magistrados que formaban parte de la red que pretendía extorsionar al juez Lombardi (Luis Brandoni), mientras que Rissi interpretó a un sargento del destacamento fronterizo de la Gendarmería Nacional, que formaba parte del complot en el momento en que detienen a Marcos Lombardi (Diego Torres).
El exfutbolista y actual árbitro internacional de fútbol Néstor Pitana también participó en algunas escenas de la película como extra. Su papel era de un Guardia Penitenciario.